# Sidra (gmina)
Pour les articles homonymes, voir Sidra.
La gmina de Sidra est une commune rurale polonaise de la voïvodie de Podlachie et du powiat de Sokółka. Elle s'étend sur 173,96 km2 et comptait 3 916 habitants en 2006. Son siège est le village de Sidra qui se situe à environ 18 kilomètres au nord de Sokółka et à 52 kilomètres au nord de Bialystok.

## Villages
La gmina de Sidra comprend les villages et localités d'Andrzejewo, Bieniasze, Bierniki, Bierwicha, Chwaszczewo, Dworzysk, Gudebsk, Holiki, Jacowlany, Jakowla, Jałówka, Jałówka-Kolonia, Jurasze, Kalinówka, Kalwińszczyna, Klatka, Kniaziówka, Krzysztoforowo, Kurnatowszczyzna, Ludomirowo, Majewo, Majewo Kościelne, Makowlany, Nowinka, Ogrodniki, Olchowniki, Podsutki, Poganica, Pohorany, Potrubowszczyzna, Putnowce, Racewo, Romanówka, Siderka, Sidra, Siekierka, Słomianka, Śniczany, Staworowo, Stefanowo, Szczerbowo, Szostaki, Wandzin, Władysławowo, Wólka, Zacisze, Zalesie, Zelwa et Zwierżany.

## Gminy voisines
La gmina de Sidra est voisine des gminy de Dąbrowa Białostocka, Janów, Kuźnica, Nowy Dwór et Sokółka.